# Ice Cream (全昭弥歌曲)
〈Ice Cream〉是韩国与荷裔加拿大混血女歌手全昭弥于2024年8月2日发行的夏日特别单曲。

## 背景与发行
2024年7月29日，全昭弥所属公司THE BLACK LABEL发布了她即将发行的夏季特别单曲《Ice Cream》的首支预告片。这是全昭弥自2023年8月发行首张EP《GAME PLAN》以来时隔一年后再度回归。
2024年8月2日韩国标准时间下午1点，音乐视频通过YouTube正式发布。

## 音乐视频
韩国著名演员朴叙俊参演了〈Ice Cream〉音乐视频。